# Julijanska godina (astronomija)
Julijanska godina je mjerna jedinica za vrijeme, a koristi se u astronomiji. Julijanska godina odgovara periodu od točno 365,25 dana ili 31,557.600 sekundi. Ime proizlazi od činjenice da ovo razdoblje odgovara prosječnom trajanju godine u julijanskom kalendaru.
U praksi, ovo je razdoblje odabrano kao praktičan i intuitivan način za izražavanje dugih vremenskih razdoblja, iako u prirodi ne postoji "godina" koja traje točno 365,25 dana.
Julijanske su godine praktične za rad s efemeridama gdje je nepraktično navoditi dane. Na primjer, orbitalni period Plutona je 90.590 dana, no kako ljudi nisu navikli obračunavati duža vremenska razdoblja u danima, mnogo je prikladnije izraziti ovo razdoblje u julijanskim godinama, dakle kao "248 julijanskih godina". Intuitivno je jasno da je "julijanska godina" razdoblje koje je vrlo blisko stvarnom trajanju godine, a i razdoblje izraženo u julijanskim godinama lako se preračuna u dane.
Bitno je napomenuti da julijanske godine nisu izravno vezane za pojam julijanski dan, koji se također koristi u astronomiji. Julijanski dan, za razliku od julijanske godine, nije mjerna jedinica za vrijeme nego redni broj dana od izabrane početne točke.

## Specificiranje i imenovanje epoha
Julijanske godine su odnova za standard imenovanja epoha u astronomiji. Epoha specificira određeni trenutak u vremenu. Julijanska epoha J2000.0 je sinkronizirana sa zemaljskim vremenom (TT) od 1. siječnja 2000. u gregorijanskom (ne julijanskom!) kalendaru, pa se sve buduće epohe mogu izračunati i imenovati prema njoj. Primjer, epoha J2100.0 je trenutak točno 36525 dana (100 julijanskih godina) iza epohe J2000.0.
U astronomiji se položaji zvijezda (rektascenzija i deklinacija) polako mijenjaju zbog precesije, pa je pri specificiranju koordinata nužno navesti i epohu.

## Poveznice
- Anomalistička godina
- Siderička godina
- Tropička godina
- Julijanska godina (razdvojba)

## Vanjske poveznice
- What is a "Year" (on Earth or Mars)?